# Carlos Toppings
Carlos Nicanor Toppings Toppings (né le 7 avril 1953 à Puerto Limón au Costa Rica et mort le 24 août 2007 à San José) est un footballeur international costaricien, qui évoluait au poste de défenseur.

## Biographie

### Carrière en sélection
Avec l'équipe du Costa Rica, il joue 32 matchs (pour aucun but inscrit) entre 1979 et 1984. 
Il figure notamment dans le groupe des sélectionnés lors des JO de 1980 et de 1984. Il dispute un total de six matchs lors des Jeux olympiques.

## Palmarès
Puntarenas
- Championnat du Costa Rica (1) :
  - Champion : 1985-86.